# La furia di Tarzan
La furia di Tarzan (Tarzan's Savage Fury) è un film del 1952 diretto da Cy Endfield.
Il soggetto è liberamente ispirato al personaggio del famoso romanzo d'avventura Tarzan delle Scimmie di Edgar Rice Burroughs del 1912. Il film è il quarto dei cinque della saga di Tarzan interpretati dall'attore Lex Barker distribuiti dalla RKO Radio Pictures.

## Trama
Tarzan si è sposato con Jane e con loro nella giungla vive un ragazzo orfano, Joe, che la coppia ha adottato. Un giorno arriva una carovana guidata da due tipi loschi: Rokov e Edwards. Quest'ultimo dice di essere un cugino di Tarzan, venuto per chiedere il suo aiuto nella ricerca dei diamanti che devono essere ritrovati e che, secondo il diario del padre di Tarzan, morto anni prima nella giungla, sono custoditi dalla tribù dei Wasuri. Tarzan accetta di aiutare i due e la sua presenza nella spedizione rassicura la tribù che riconosce in lui il figlio dell'uomo bianco che è stato loro amico. Ma i due esploratori in realtà sono avventurieri senza scrupoli, interessati solo a depredare il popolo dei Wasuri del loro tesoro. Tarzan riuscirà a scoprire in tempo la verità? Riuscirà a salvare la sua Jane dal pericolo e a restituire ai Wasuri il maltolto?